# Михаєвич Микола
Микола Михаєвич (1906, селі Овзичі, Кобринського повіту Гродненської губернії - ) Поет, письменник.

## Біографія
Батько Андрій працював наймитом. В Першу світову війну родина евакуювалася до Калузької губернії.
Працював на цукровому заводі. Служив у прикордонних військах.
Член групи «Трактор» у Харкові, пізніше член «Плугу». Дебютував віршем «Пастушка» та оповіданням «Хліб» в харківському часописі «Наймит». З 1930 року член  літературного об'єднання Червоної Армії і Флоту (ЛОЧАФ).
В 1931 році закінчив Краснодарський педагогічний інститут. В 1930-32 роках на редакторській роботі в Ростові над Доном. Член Всеросійського об'єднання пролетарсько-колгоспних письменників З 1932 року на господарській роботі.
У 1930-х рр почав публікуватися російською мовою, автор роману «В таёжных глубинах».
Член Спілки письменників України. Член КПРС. 

## Твори
- Селькорка//Робітниця, 1930
- Вогні в Поліссі. Повість - Москва — Ростов н/Д.: Центрвидав народів СРСР, 1930.
- Станичні заграви. Повість - Ростов над Доном : Північний Кавказ, 1930.
- Перекоп. Поема - Москва — Ростов н/Д.: Центрвидав народів СРСР, 1930.
- Руки короткі. Агітаційна п'єса до перевиборів Рад. Москва — Ростов н/Д.: Центрвидав народів СРСР, 1930. 36 с.
- В ногу з мільйонами: Альманах Укрсекції ВОКП'у до перевиборів Рад / Ред.: Ф Чапали, М.Михаєвич і Ю.Таран. – Ростов н/Д: Півничний Кавказ, 1930.
- Наші шляхи та завдання. Критичні нариси- Москва — Ростов н/Д.: Центрвидав народів СРСР, 1931.
- Колгосп: пісенник-декляматор / М. Михаєвич, І. Луценко ; ред. Ф. Чапал. - Ростов над Доном : Північний Кавказ, 1931. - 64 с.
- Син  біженки. Повість. Видання ДВОУ - Молодий більшовик, 1932.
- Станичні заграви. Повість. Друге доповнене видання ДВОУ - Молодий більшовик, 1932.
- Антени. Поезії - Ростов над Доном : Північний Кавказ, 1932. - 94 с.
- Ударники (В колхозах). Очерк. - Ростов н/Д., «Северный Кавказ», 1932. 34 с.
- Опортуніст. Роман.
- Тайна одного цветка. Повесть. - X., Обл. вид-во, 1956. 178 с.
- Поміж вовками. Повість. - X.: Обл. вид-во, 1957. 149 с.
- Харків : Путівник / упоряд. М. А. Михаєвич ; авт. розд. В. І. Астахов [та ін.]. - Х. : Обл. вид-во, 1958. - 191 с.
- В таежных глубинах. Роман. - X., Кн. вид-во,1959. 360 с.
- Ольшанцы. - X.: Кн. изд-во, 1962. 125 с.
- Рассказы старого пограничника. Из записной книжки погранинспектора. - Х.: Кн. изд., 1963. 263 с.
- Оповідання//Прапор, 1963, с.58-65.